# Elatostema parasiticum
Elatostema parasiticum là loài thực vật có hoa trong họ Tầm ma. Loài này được (Blume) Blume ex H.Schroet. mô tả khoa học đầu tiên năm 1935.